# Belgian International Juniors Tournament
Het Belgian International Juniors Tournament is een golftoernooi voor internationale amateur meisjes en jongens.
Het toernooi wordt altijd eind augustus gehouden op Ravestein, de Koninklijke Golf Club van België. Slechts eenmaal is daar een uitzondering op gemaakt. In 1985 worden de greens vernieuwd en vindt het toernooi plaats op de Royal Waterloo Golf Club.

## Formule
Het toernooi bestaat uit twee wedstrijden: het 'Tournament of Nations' en het 'International Juniors of Belgium'.
Iedere uitgenodigde nationale golffederatie mag twee jongens en/of meisjes opgeven, in leeftijd onder de 21 jaar. Jongens mogen maximaal handicap 2,4 hebben, meisjes maximaal 4,4.

## Tournament of Nations
Er wordt bij de jongens en bij de meisjes een Landenbeker uitgeloofd voor de twee spelers die samen de laagste score hebben. Er worden 72 holes gespeeld, verspreid over vier dagen. De par van de baan is 72. Na 54 holes is er een cut, waarna 32 spelers door mogen.
| Jaar | Land      | Score | Jongens                                                     | Land        | Score | Meisjes                                              |             |
| ---- | --------- | ----- | ----------------------------------------------------------- | ----------- | ----- | ---------------------------------------------------- | ----------- |
| 1979 | Duitsland | 302   | Harry Goerke (152) Frederik Willemsen (150)                 | Frankrijk   | 310   | Carole Bromet (155) Eliane Berthet (155)             |             |
| 1980 | Spanje    | 294   | Jesus Lopez Moreno (144) Julian García-Mayoral (150)        | Zuid-Afrika | 305   | Nicky Leroux (148) Sherie Muirhead (157)             |             |
| 1981 | Spanje    | 295   | Julian García-Mayoral (148) Jose Maria Andrade Martin (147) | Zweden      | 307   | Helen Alfredsson (153) Camilla Karlsson (154)        |             |
| 1982 | België    | 300   | Olivier Buysse (150) Olivier Jamar (150)                    | Zwitserland | 307   | Eveline Orley (155) Jacqueline Orley (152)           |             |
| 1983 | Zweden    | 295   | Nils Lindeblad (148) Magnus Hennberg (147)                  | Frankrijk   | 292   | Corinne Soules (145) Sophie Louapre (147)            |             |
| 1984 | Ierland   | 310   | Michael Curran (156) Eddy Power (154)                       | Spanje      | 301   | Marie Carmen Navarro (147) Macarena Campomanes (154) |             |
| 1985 | Spanje    | 289   | José Ignacio Gervas (156) José María Olazabal (138)         | Zuid-Afrika | 303   | Linda Olivier (153) Laurette Maritz (150)            |             |
| 1986 | Zweden    | 304   | Almskoug (150) Remmelgas (154)                              | Engeland    | 297   | Patricia Johnson (146) Susan Sharpcott (151)         |             |
| 1987 | Zweden    | 152   | Anders Gillner (79) Frederik Karlsson (73)                  | Spanje      | 310   | Mary Carmen Navarro (152) Esther Tamarit (158)       |             |
| 1988 | Zweden    | 302   | Fredik Lundgren (160) Johan Naslund (142)                   | Ierland     | 303   | Debbie Hanna (152) Denise McCarthy (151)             |             |
| 1989 | Frankrijk | 299   | Grégoire Brizay (149) Christophe Pottier (150)              | Zweden      | 314   | Maria Bertilskold (162) Eva Kruuse (152)             |             |
| 1990 | Schotland | 298   | Mark King (146) Dean Robertson (152)                        | Frankrijk   | 304   | Valérie Michaud (146) Maïtena Alsuguren (158)        |             |
| 1991 | Nederland | 301   | Jeroen Germes (157) Maarten van den Berg (144)              | Zweden      | 302   | Linda Ericsson (152) Anna Carin Jonasson (150)       |             |
| 1992 | Schotland | 287   | Greig Hutcheon (139) Guy Redford (148)                      | Schotland   | 299   | Mhairi McKay (151) Janice Moodie (148)               |             |
| 1993 | Frankrijk | 287   | Thomas Pulitini (153) Christophe Ravetto (144)              | Zweden      | 299   | Anna Berg (148) Maria Hjorth (149)                   |             |
| 1994 | België    | 292   | Didier De Vooght (144) Nicolas Todtenhaupt (148)            | Zweden      | 302   | Sara Eklund (150) Helena Ohlsson (152)               |             |
| 1995 | Zweden    | 298   | Henrik Stenson (152) Jonas Torines (146)                    | België      | 304   | Anabelle Haxhe (151) Valérie Van Ryckeghem (153)     |             |
| 1996 | Ierland   | 145   | Paul Byrne (72) Peter Martin (73)                           | Schotland   | 151   | Vikki Laing (77) Laura Moffat (74)                   |             |
| 1997 | België    | 285   | Nicolas Colsaerts (143) Jérôme Theunis (142)                | Ierland     | 295   | Elaine Dowdall (144) Gemma Hegarty (151)             |             |
| 1998 | Ierland   | 289   | Mark Campbell (147) Graeme McDowell (142)                   | Zweden      | 302   | Nina Reis (155) Linda Wessberg (147)                 |             |
| 1999 | Finland   | 287   | Jaako Makitalo (147) Janne Mommo (140)                      | Nederland   | 299   | Josje Trepels (151) Eline Zoethout (148)             |             |
| 2000 | Zweden    | 286   | Robert Eriksson (145) Jonathan Fransson (141)               | Schotland   | 301   | Lynn Kenny (154) Linzi Morton (147)                  |             |
| 2001 | Ierland   | 291   | Derek McNamara (139) Mark Ryan (152)                        | Engeland    | 299   | Rachel Abdy (157) Rachel Bell (142)                  |             |
| 2002 | Ierland   | 147   | Alistair McKinley (74) Colm Montgomerie (73)                | Portugal    | 206   | Carla Cruz (95) Lara Viera (111)                     |             |
| 2003 | Ierland   | 291   | Mark Stauton (149) David Ryan (142)                         | België      | 301   | Justine Barbier (154) Valérie Van Hecke (147)        |             |
| 2004 | Duitsland | 289   | Patrick Niederdrenk (143) Stefan Weidergrun (146)           | Zuid-Afrika | 309   | Stacy Bregman (158) Lumien Lausberg (151)            |             |
| 2005 | België    | 297   | Pierre Relecom (147) Xavier Feyaerts (150)                  | Zuid-Afrika | 307   | Stacy Bregman (156) Lumien Lausberg (151)            |             |
| 2006 | België    | 291   | Xavier Feyaerts (149) Dimitri Van Dooren (142)              | Schotland   | 304   | Kelsey MacDonald (148) Roseanne Niven (156)          |             |
| 2007 | Schotland | 585   | David Law (293) Andrew MacLachlan (292)                     | Schotland   | 600   | Kelsey MacDonald (293) Megan Briggs (307)            |             |
| 2008 | Ierland   | 585   | Andrew Hogan (296) Rory Mc Namara (289)                     | Schotland   | 593   | Kelsey MacDonald (296) Carly Booth (297)             |             |
| 2011 | Nederland | 288   | Dylan Boshart (143) Rowin Caron (145)                       | Spanje      | 292   | Carolin Nistrup (142) Emily Pedersen (150)           | [ 1 ]       |
| 2012 | Schotland | 592   | Ewen Ferguson (294) Ewan Scott (298)                        | België      | 603   | Charlotte De Corte (301) Camille Richelle (302)      | [ 2 ]       |
| 2013 | België    | 598   | Alan de Bondt (291) Aurian Capart (307)                     | Italië      | 608   | Lucrezia Colombotto (308) Camilla Mazzola (300)      | [ 3 ] [ 4 ] |
| 2014 | België    | 572   | Giovanni Tadiotto (281) Aurian Capart (291)                 | Italië      | 595   | Ludovica Farina (291) Camilla Mazzola (304)          | [ 5 ] [ 6 ] |
| 2015 | Finland   | 568   | Sami Valmiaki (282) Matilas Honkala (286)                   | Tsjechië    | 599   | Johanka Steindlerova (296) Sára Kousková (303)       | [ 7 ]       |

## International Juniors of Belgium
Voorafgaand aan het toernooi wordt met maximaal 144 deelnemers een kwalificatiewedstrijd in strokeplay gespeeld over 36 holes. Na de kwalificatie mogen 32 meisjes en 32 jongens door voor het matchplay toernooi. De prijs bij de jongens heet de Flory Van Donck Cup, bij de meisjes de Louise van den Berghe Cup.
De winnaars verdienen punten voor de wereldranglijst.
| Jaar                        | Winnaar                          | Land                | Winnares               | Land                |
| --------------------------- | -------------------------------- | ------------------- | ---------------------- | ------------------- |
| 1979                        | Michel Moerman                   | België              | Régine Lautens         | SUI                 |
| 1980                        | Colin Dalgleisch                 | Schotland           | Isabelle Declercq      | België              |
| 1981                        | François Illouz                  | Frankrijk           | Elena Girardi          | Italië              |
| 1982                        | Magnus Hennberg                  | Zweden              | Helen Alfredson        | Zweden              |
| 1983                        | Christophe Bosmans               | België              | Corinne Soules         | Frankrijk           |
| 1984                        | Ivan Nyssen                      | België              | Mary Carmen Navarro    | ESP                 |
| 1985                        | José María Olazabal              | Spanje              | Patricia Johnson       | Verenigd Koninkrijk |
| 1986                        | Friedrich Kötter                 | Duitsland           | Susann Shapcott        | Engeland            |
| 1987                        | Max Baltl                        | Oostenrijk          | Debbie Hanna           | Ierland             |
| 1988                        | Grégoire Brizay                  | Frankrijk           | Debbie Hanna           | Ierland             |
| 1989                        | Jean-Philippe Rochet             | Frankrijk           | Eva Kruuse             | Zweden              |
| 1990                        | Bruno Petit                      | Frankrijk           | Catherine Pons         | België              |
| 1991                        | Nicolas Vanhootegem              | België              | Franca Fehlauer        | Duitsland           |
| 1992                        | Nicolas Beaufils                 | Frankrijk           | Mhairi McKay           | Schotland           |
| 1993                        | Allan MacDonald                  | Schotland           | Maria Olivero          | Argentinië          |
| 1994                        | Johan Girdo                      | Zweden              | Helena Ohlson          | Zweden              |
| 1995                        | Jonas Torines                    | Zweden              | Annabelle Haxhe        | België              |
| 1996                        | Lee Rhind                        | Schotland           | Laura Moffat           | Schotland           |
| 1997                        | Gary Birch                       | Verenigd Koninkrijk | Gaëlle van Wettere     | België              |
| 1998                        | Mark Campbell                    | Ierland             | Maria Beautell         | Spanje              |
| 1999                        | Janne Mommo                      | FIN                 | Elena Pollini          | Italië              |
| 2000                        | Justin Kehoe                     | Ierland             | Sandy Criquelion       | Frankrijk           |
| 2001                        | Christian Schunck                | Duitsland           | Laure Sibille          | Frankrijk           |
| 2002                        | Pierre Thomas                    | België              | Justine Barbier        | België              |
| 2003                        | Hervé Gevers                     | België              | Elena Giraud           | Frankrijk           |
| 2004                        | Marco Guirisoli                  | Italië              | Sabrina Borchhardt     | SUI                 |
| 2005                        | Peter Baunsoe                    | Denemarken          | Ines Tusquets          | Spanje              |
| 2006                        | Dimitri van Dooren               | België              | Lien Willems           | België              |
| 2007                        | Kasper Sorensen                  | Denemarken          | Alessia Knight         | Italië              |
| 2008                        | Joachim Hansen                   | Denemarken          | Ana Fernandez de Mesa  | Spanje              |
| 2009                        | Thomas Pieters                   | België              | Marianna Causin        | Italië              |
| 2010                        | Thomas Elissalde                 | Frankrijk           | Kelsey Mac Donald      | Schotland           |
| Total International Juniors |                                  |                     |                        |                     |
| 2011                        | Nicolai von Dellingshausen (138) | Duitsland           | Caroline Nistrup (142) | Denemarken          |
| 2012                        | Gianmaria Rean Trinchero         | Italië              | Andrea Jonama (298)    | Spanje              |
| 2013                        | Vitek Novak (286)                | Tsjechië            | Agathe Laisne (298)    | Frankrijk           |
| 2014                        | Giovanni Tadiotto (281)          | België              | Agathe Laisne          | Frankrijk           |
| 2015                        | Sami Valimaki (282)              | Finland             | Camilla Gollety (295)  | Frankrijk           |
| 2016                        | Jacob Skov Olesen (282)          | Denemarken          | Alessia Nobilio (284)  | Italië              |
| 2017                        | Adrien Dumont (276)              | België              | Alessia Nobilio (284)  | Italië              |
| 2018                        | August Thor Host (271)           | Denemarken          | Lucie Malchirand       | Frankrijk           |